# 曹志鹏
曹志鹏（1994年3月31日—），中国内蒙古通辽人，中国职业篮球运动员，司职得分后卫/小前锋。以流畅的进攻吸引球迷眼球，作为球队的绝对领袖在球场上予取予求。2010年，中国舟曲发生特大泥石流灾害，他毅然决定举办个人首届慈善篮球表演赛为同胞筹集善款，最后得到广泛好评。

## 个人简介
2005年正式接受篮球培训，以全面的技术著称，他拥有目前国内的最强得分水平，已经成为内蒙古最具影响力的球员，曾短暂在CBA中效力。曹志鹏冠军之巅篮球训练营是以他名字命名的，是该地区篮球培训的领航企业。中远距离的投射能力是他主要的得分手段，在得分榜、实力榜中位列榜首。
由于常年献身慈善事业，并在国家灾难时积极捐款，捐助物资，援助同胞重建家园，2012年首次被内蒙古文明办递交到中央宣传部和中央文明办入围由其联合评选的“中国好人”候选人之一。

## 品牌代言
2013年，移动集团在内蒙古开展大学生三人篮球争霸赛暨啦啦队海选，项目负责人在考虑活动形象代言人的范围时，曹志鹏进入了他们的视野；他们开始试图联络曹志鹏方面的负责人，因为他们认为其既是出生在内蒙古的体育明星，也热衷公益事业，正符合移动举办此次活动的目的。
此次活动覆盖呼和浩特、包头和通辽三个地市约30所学校参与；曹志鹏将以活动形象代言人的身份出席活动启动仪式及闭幕式，并发言鼓励大学生多到篮球场打打球强身健体，在培养自己的意志品质的同时还能锻炼自己的团队协作意识。